# Börcs
Börcs – wieś i gmina w północno-zachodniej części Węgier, w pobliżu miasta Győr. Miejscowość leży na obszarze Małej Niziny Węgierskiej, w pobliżu granicy słowackiej. Administracyjnie należy do powiatu Győr, wchodzącego w skład komitatu Győr-Moson-Sopron.
Gmina Börcs liczy 1035 mieszkańców (2001 r.) i zajmuje obszar 12,77 km².